# Jens Kamp
Jens Kamp, född 11 februari 1845 på Kamp-Hovedgård i Stadil socken på Jylland, död 23 maj 1900 i Köpenhamn, var en dansk folkminnessamlare.
Kamp gick i folkskola och senare på Staby folkhögskola. År 1867 tog han skollärarexamen från Blågård. Som lärare vid olika folkhögskolor 1868–76 (Røgen, Høng, och Marielyst) samlade han stoffet till Danske Folkeminder (1877). Av sina senare samlingar som lärare på Bogø 1876–80 utgav han två band Danske Folkeæventyr (1879–91).  Hans efterlämnade papper, däribland ett påbörjat manuskript till en andra samling av Danske Folkeminder, finns på Dansk Folkemindesamling på Det Kongelige Bibliotek. Från 1891 bodde han i Köpenhamn som pensionerad lärare.